# اسممو صدا بزن
«اسممو صدا بزن» تک‌آهنگی از هنرمند اهل کانادا د ویکند است که در ۱۰ آوریل ۲۰۱۸ منتشر شد.
این تک‌آهنگ در چارت‌های استرالیا، جمهوری چک، کانادا، آلمان، یونان، مجارستان، ایرلند، نیوزلند، نروژ پرتغال، اسلوواکی، آمریکا و بریتانیا جزو ده ترانه اول قرار گرفت.